# Reinhard von Gemmingen (1645–1707)

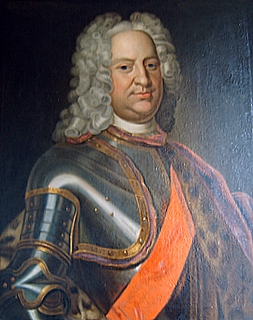
Reinhard von Gemmingen

Reinhard von Gemmingen (* 31. Dezember 1645 in Neckarzimmern; † 29. Juli 1707 in Basel) war baden-durlachscher Landvogt in Rötteln und Grundherr auf Burg Hornberg, Treschklingen, Babstadt, Michelfeld, Beihingen und Wolfskehlen.

## Leben
Er war einer der Söhne des Weiprecht von Gemmingen (1608–1680) aus dessen erster Ehe mit Anna Benedikta von Gemmingen-Fürfeld (1614–1647). Nach Studium und Kavalierstour trat er in badische Dienste. 1674 bis 1694 war er Landvogt in Rötteln. Er kam immer wieder wegen Jagdstreitereien in Konflikte mit den Franzosen, die ab 1680 ihre Festung Hüningen aufbauten und die Festungsarbeiter auch durch Jagden auf der badischen Rheinseite verpflegten.
1673 heiratete er Maria Elisabeth von Neipperg, die die Hälfte am Ort Beihingen, einen Teil von Daudenzell sowie Zehntrechte in Hausen und Massenbach mit in die Ehe brachte.
1677 zählte er als Hof- und Kammerjunker neben Forstmeister von Hallweyl zur Eskorte des Markgrafen Friedrich Magnus bei dessen Huldigung in Durlach.
1688 war er zum markgräflich badisch-durlacher Geheimratspräsident aufgestiegen und erhielt als Stellvertreter des abwesenden Markgraf Friedrich Magnus die Schlüssel der Stadt Durlach. Die Schlüssel musste von Gemmingen auf Protest des Kommandanten von Schilling an jenen abgeben, die Ausgabe der Parole und die Verwahrung von Lunten und Kugeln blieb bei von Gemmingen. Später erreichte er noch das Amt des Obermarschalls.
Das Schloss in Treschklingen und der Ort Beihingen wurden im Pfälzischen Erbfolgekrieg durch französische Truppen zerstört. 1697 wurde von Gemmingen auf dem Weg nach Neckarzimmern von einer Streifpatrouille überfallen und all seiner Habe beraubt.

## Familie
Er heiratete auf Burg Hornberg am 1. Mai 1673 Maria Elisabetha von Neipperg (1652–1722). Unter seinen Söhnen teilte sich der Hornberger Stamm des Freiherrengeschlechts in drei Linien auf: Eberhard (1688–1767) begründete die Linie Treschklingen, Friedrich (1691–1738) begründete die Linie Babstadt und Ludwig (1694–1771) begründete die Linie Neckarzimmern. Der vierte zu Jahren gekommene Sohn Reinhard (1677–1750) erlangte das Burglehen in Kochendorf.
Nachkommen:
- Benedicta Helena (1674–1722) ⚭ Friedrich Christoph von Gemmingen-Guttenberg (1670–172)
- Auguste Sophie (1676–1723), Hofdame bei der Princess of Wales
- Reinhard (1677–1750) ⚭ Maria Magdalena Amalia von Künsperg zu Thurnau
- Mechtild (1680–1761) ⚭ Johann Friedrich Franz von und zu Stein
- Katharina Benigna (1682–nach 1744)
- Eberhard (1684–1686)
- Christine (1686–1748) ⚭ Philipp Langwerth von Simmern
- Eberhard (1688–1767) ⚭ Anna Clara Freiin von Zyllnhardt (1685–1768)
- Friedrich (1691–1738) ⚭ Maria Thumb von Neuburg (1698–1727), Wilhelmine Rüdt von Collenberg (1702–1763)
- Ludwig (1694–1771) ⚭ Rosina von Steinberg (1697–1749), Albertine von und zu Gemmingen (1740–1779)
- Maria Sophia (1697–1746)